# Sifnos

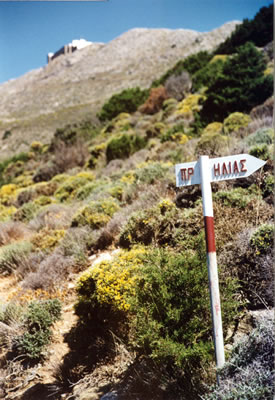
Sifnos: Moni Profiti Elias

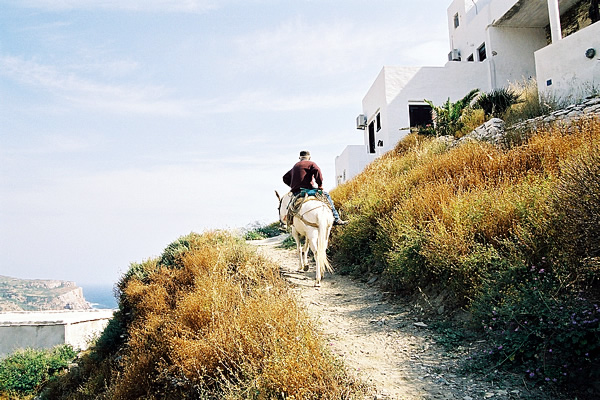
Sifnos: Man op ezel (Kastro)

Sifnos (Grieks: Σίφνος) is een eiland en gemeente (dimos) dat behoort tot de Cycladen, een Griekse eilandengroep die zich in de Egeïsche Zee bevindt, ten oosten van de Peloponnesos in de Griekse bestuurlijke regio (periferia) Zuid-Egeïsche Eilanden.
Sifnos ligt in het westelijke deel van de Cycladen op een uur of zes varen van Piraeus, de havenstad ten zuiden van Athene. Er is geen luchthaven, het eiland is te bereiken met veerboten via het vasteland of andere eilanden zoals Milos, Naxos of Mykonos. In het jaar 2000 had het eiland ca. 2000 inwoners en het eiland heeft een oppervlakte van 74 km².

## Hoofdstad / Dorpen
Sifnos' hoofdstad is Apollonia dat zowat samensmelt met Artemonas, de stad van de mooie tuinen. De plaats Kastro, ten tijde van de Venetiaanse overheersing gebouwd, is het meest authentiek.